# Топольчани
Топольчани (словац. Topoľčany, нім. (Groß) topoltschan, угор. Nagytapolcsány) — місто, громада, адміністративний центр округу Топольчани, Нітранський край, західна Словаччина. Розташоване на річці Нітра. Населення близько 30 тис. чоловік.

## Історія

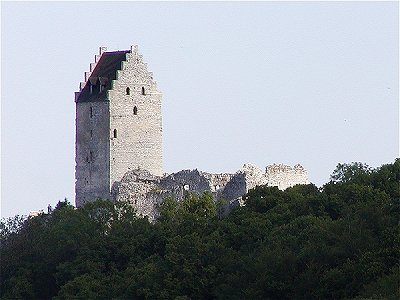
Топольчанський замок

Топольчани були імовірно засновані IX століття. Перша згадка поселення Топольчани міститься в грамоті угорського короля Бели III (1172–1196), який завітав це село якомусь Мартіну. Коли Турда, син Мартіна, помер, не залишивши потомства, король Бела IV, онук Бели III, завітав у 1235 році Топольчани якомусь Діонісію. У грамоті палатина Мікулаша від 1271 року Топольчани вперше назване містом (Civitas). В 1291–1314 могутній феодал Матуш Чак будує в Топольчанах фортецю для захисту своєї Тренчинської резиденції з півдня. В 1431–1434 фортеця була в руках Гуситів. В 1599 і 1643 роках місто спалюють турки, а в 1703 — повстанці-куруци. В 1743 р. Топольчанську фортецю фундаментально реконструював Карой Зічі-старший.
Наприкінці XIX століття місто розвивається — будуються заводи і фабрики.
В даний час Топольчани — важливий промисловий центр західної Словаччини. Серед інших підприємств, в місті знаходиться пивоварня «Топвар».

## Населення
| Рік:            | 1994.  | 2004.    | 2014.   | 2024.   |
| --------------- | ------ | -------- | ------- | ------- |
| Кількість осіб: | 32 156 | 28 728   | 26 421  | 23 985  |
| Різниця:        |        | -10,66 % | -8,03 % | -9,21 % |

| Рік:            | 2023.  | 2024.   |
| --------------- | ------ | ------- |
| Кількість осіб: | 24 086 | 23 985  |
| Різниця:        |        | -0,41 % |

## Відомі особистості
В поселенні народився:
- Любор Кресак (1927—1994) — словацький астроном.
- Роберт Фіцо — прем'єр-міністр Словаччини..

## Пам'ятки
- Замок Товарнікі
- Костел св. Андрія

## Географія
Протікають Бедзянський потік і потік Ілус.